# Flora en el Perú
La flora en la costa del Perú es muy diversa debido a las diferentes condiciones físicas y  territorio, tal como: la Cordillera de los Andes, las corrientes marinas y el anticiclón.
El Perú cuenta con el 10% del total mundial  de especies de flora; registra 25,000 diferentes, siendo el 30% endémicas (5,528). Asimismo, es primero en el mundo en diversas propiedades utilizadas por la población con 4,400 especies y en especies domesticadas nativas con 128. Además cuenta con 787 especies de plantas comestibles y sus parientes silvestres.Perú alberga el segundo lugar en extensión de bosques amazónicos.

## Costa
En la costa norte del Perú se tiene precipitaciones a inicios del año y un mayor brillo solar, las plantas que crecen en el Perú son básicamente gracias al buen clima, estas condiciones han podido definirlo en grandes tipos de vegetación como son: manglares, chaparrales, ceibales, algarrobales y zapotales. Todos estos conjuntos alcanzan la fase arbórea (llegan a convertirse en árboles) debido a las estrategias que desarrollan para acceder al agua. Así el mangle se desarrolla en los estuarios en contacto con las aguas de mar mientras que los algarrobos desarrollan raíces profundas que alcanzan la napa freática varios metros debajo del suelo. Entre otras plantas propias de la costa esta el algodón, el carrizo, el molle, caña brava, el camote, el algarrobo, etc. El algodón Crece como un pequeño arbusto arbóreo, y produce un algodón de fibras inusualmente largas. Esta especie tiene propiedades anti hongos, y contiene el químico Gossypol, haciéndolo "insecto resistente". Se la usa también como droga anti fertilidad. En la medicina tradicional de Surinam, las hojas de Gossypium barbadense se usan para tratar hipertensión e irregulares menstruaciones.
Usos
Se utiliza para la elaboración de géneros de punto, popelinas peinadas, finos pañuelos y otros productos de gran calidad. Por la longitud de su fibra, está considerado entre los mejores del mundo.

## Selva
La vegetación de la selva está representada por los bosques tropicales, donde alternan  innumerables especies de árboles de madera de diversa calidad o de resinas útiles así como de palmeras y plantas Orquídea.
Algunas de las plantas presentes en la selva:

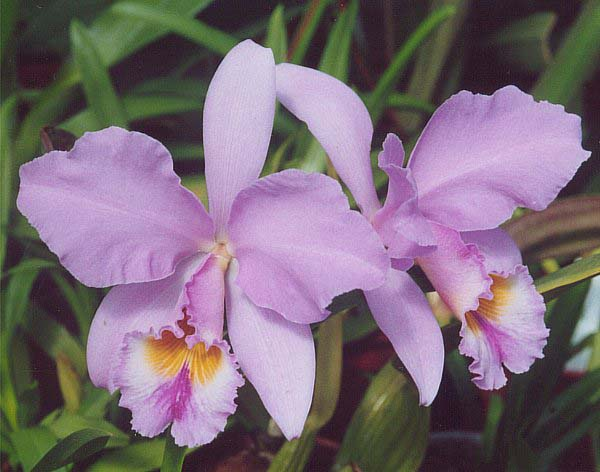
Cattleya gaskelliana.

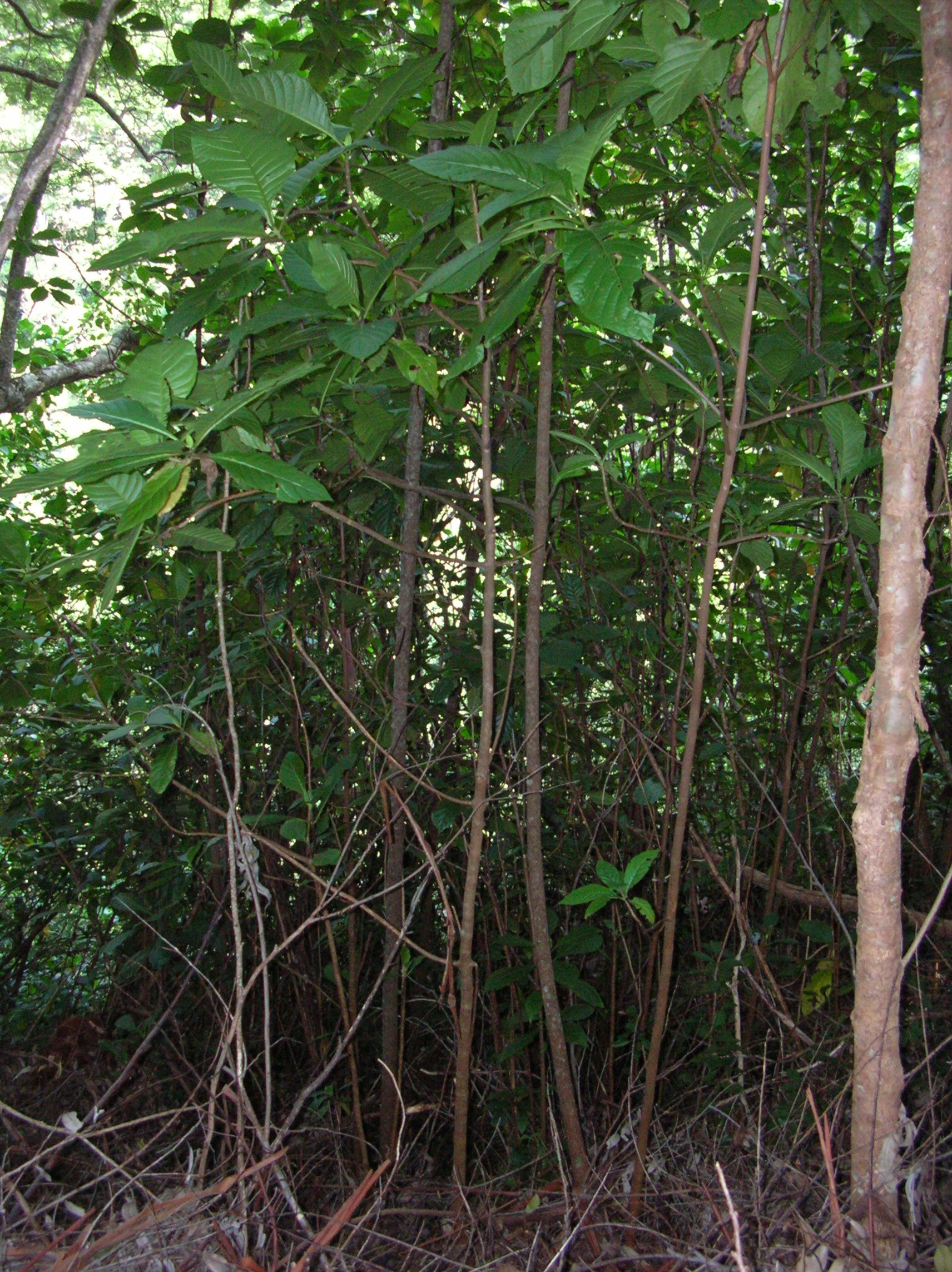
árbol de la quina.

- Acacallis
- Cattleya
- Caoba
- Cedro
- Caucho
- Cinchona (el árbol de la quina)
- Dracula (género de orquídeas)
- Epidendrum
- Lirio de Agua
- Tornillo (planta)
- Ishpingo
- Orquídeas
- Swietenia mahagoni
- Smilax regelii
- Lycaste
- Oncidium
- Uña de Gato
- Vainilla
- Zarzaparrilla
- cactus
- oreja de elefante